# Giovanna Trillini
Giovanna Trillini (Jesi, 17 maggio 1970) è una maestra di scherma ed ex schermitrice italiana, specializzata nel fioretto.

## Biografia
Inizia a tirare di scherma a otto anni, nel Club scherma Jesi, uno dei centri della tradizione della scherma italiana fondato dal maestro Ezio Triccoli. Nel 1986 vince gli assoluti italiani, a soli sedici anni. 

### Tecnica
Di mano destra aveva movimenti eleganti e rapidi.

### Atleta
Conquista la prima Coppa del Mondo assoluta nel 1991.
Vince dal 1992 al 2008 ben 8 medaglie alle Olimpiadi con 4 Ori, 1 Argento e 3 Bronzi.  
Ha vinto a 22 anni la medaglia d'oro individuale alle Olimpiadi del 1992, e tre ori consecutivi dal 1992 al 2000 nella prova a squadre (a Barcellona 1992 con Francesca Bortolozzi, Diana Bianchedi, Margherita Zalaffi e Dorina Vaccaroni, a Atlanta 1996 con Francesca Bortolozzi e Valentina Vezzali e a Sydney 2000 con in squadra Diana Bianchedi e Valentina Vezzali).
La prova a squadre fu tolta dal programma olimpico dei Giochi del 2004 per far debuttare la sciabola femminile. Si aggiungono sempre alle olimpiadi, a livello individuale, un argento (a Atene 2004) e due bronzi (1996 e 2000) e a livello di squadra un bronzo (a Pechino 2008, in squadra con Valentina Vezzali, Margherita Granbassi e Ilaria Salvatori). Dopo Valentina Vezzali è l'atleta italiana che ha vinto più medaglie d'oro (4) ai Giochi olimpici di tutti i tempi. Alle Olimpiadi ha vinto 8 medaglie: 4 di oro, 1 d'argento, 3 di bronzo. I successi ai Campionati del Mondo cominciano con l'argento a squadre nel 1986 a Sofia e si protraggono fino al 2006, periodo durante il quale la Trillini conquista 19 medaglie mondiali, di cui 9 d'oro (2 individuali e 7 a squadre).
Ha vinto quattro volte la Coppa del Mondo (39 successi di tappa) e per sette volte è arrivata seconda, sempre dietro alla concittadina Valentina Vezzali. Entrambe sono rappresentanti della scuola jesina, e assieme hanno dominato la scena del fioretto femminile negli anni novanta e negli anni duemila.
A livello individuale vanta anche una medaglia d'oro e due d'argento ai Mondiali Under 20, una d'oro ai Mondiali Cadetti, oro, argento e bronzo alle Universiadi, argento e bronzo agli Europei, nei quali ha vinto anche due ori a squadre. Ai campionati italiani si è imposta nel 1986 e nel 2002, allenata dal maestro Stefano Cerioni.
È stata portabandiera azzurra durante la cerimonia d'apertura delle olimpiadi di Atlanta.
L'11 agosto 2008 si è qualificata per le semifinali di fioretto individuale dei giochi della XXIX Olimpiade. Nella finale per il terzo e quarto posto esce sconfitta per 15-12 dalla connazionale Margherita Granbassi. Dopo le gare, polemizza contro l'arbitraggio della semifinale, mirato, secondo lei, a impedire una finale con due italiane ed un eventuale podio tutto tricolore, e annuncia il suo ritiro dalle gare. Nella stessa edizione olimpica si aggiudica anche il bronzo a squadre, salendo in pedana per i quarti e le semifinali; in finale cede il posto ad Ilaria Salvatori.
Nel febbraio 2010 ritorna alle gare. Il 19 marzo di quell'anno torna sul podio in una prova di Coppa del Mondo, giungendo al 3º posto a Sharm el-Sheikh. Nelle due stagioni successive il suo miglior piazzamento sarà il 7º posto ottenuto nella prova di Danzica il 25 febbraio 2011.

### Allenatrice
A fine dicembre 2012 la campionessa olimpica Elisa Di Francisca, anche lei jesina, annunciò l'accordo raggiunto con la Trillini per farsi seguire tecnicamente per la stagione 2013.
Alle Olimpiadi di Tokyo 2020 è coach di Alice Volpi.

## Vita privata
Nel 1998 ha sposato Giovanni Battista Rotella, con il quale ha avuto due figli.

## Palmarès

### Risultati élite
In carriera ha ottenuto i seguenti risultati:
Giochi olimpici
Individuale
- Oro nel fioretto a Barcellona 1992
- Argento nel fioretto ad Atene 2004
- Bronzo nel fioretto a Atlanta 1996
- Bronzo nel fioretto a Sydney 2000

A squadre
- Oro nel fioretto a Barcellona 1992
- Oro nel fioretto a Atlanta 1996
- Oro nel fioretto a Sydney 2000
- Bronzo nel fioretto a Pechino 2008

Mondiali
Individuale
- Oro nel fioretto a Budapest 1991
- Oro nel fioretto a L'Aia 1995
- Oro nel fioretto a Città del Capo 1997
- Argento nel fioretto a Lione 1990
- Bronzo nel fioretto a La Chaux de Fonds 1998
- Bronzo nel fioretto a Torino 2006
- Bronzo nel fioretto a San Pietroburgo 2007

A squadre
- Oro nel fioretto a Lione 1990
- Oro nel fioretto a Budapest 1991
- Oro nel fioretto a Città del Capo 1997
- Oro nel fioretto a Le Chaux de Fonds 1998
- Oro nel fioretto a Nîmes 2001
- Oro nel fioretto a New York 2004
- Argento nel fioretto a Sofia 1986
- Argento nel fioretto ad Atene 1994
- Argento nel fioretto a L'Aia 1995
- Argento nel fioretto a Torino 2006
- Bronzo nel fioretto a Losanna 1987
- Bronzo nel fioretto a Denver 1989
- Bronzo nel fioretto a Essen 1993

Mondiali militari
Individuale
- Oro nel fioretto a Viterbo 2000

A squadre
- Oro nel fioretto a Viterbo 2000

Giochi mondiali militari
Individuale
- Argento nel fioretto a Zagabria 1999

A squadre
- Oro nel fioretto a Zagabria 1999
- Oro nel fioretto a Catania 2003

Europei
Individuale
- Argento nel fioretto a Coblenza 2001
- Bronzo nel fioretto a Cracovia 1994

A squadre
- Oro nel fioretto a Bolzano 1999
- Oro nel fioretto a Coblenza 2001
- Bronzo nel fioretto a Plovdiv 1998
- Bronzo nel fioretto a Gand 2007

Giochi del Mediterraneo
Individuale
- Oro nel fioretto a Bari 1997
- Bronzo nel fioretto ad Atene 1991

Universiadi
Individuale
- Bronzo nel fioretto a Buffalo 1993

A squadre
- Oro nel fioretto a Buffalo 1993

Campionati italiani
Individuale
- Oro nel fioretto a Conegliano Veneto 2002

A squadre
- Argento nel fioretto a Conegliano Veneto 2002

### Risultati giovani
Mondiali giovani
Individuale
- Oro nel fioretto ad Atene 1989
- Argento nel fioretto a Stoccarda 1986
- Argento nel fioretto a Mödling 1990

A squadre
Mondiali cadetti
Individuale
- Oro nel fioretto a Tel Aviv 1987

Europei cadetti
Individuale
- Oro nel fioretto a Saint-Nazaire 1987

## Riconoscimenti
- Nel maggio 2015, una targa a lei dedicata fu inserita nella Walk of Fame dello sport italiano a Roma, riservata agli ex-atleti italiani che si sono distinti in campo internazionale.[6][7]